# Districtul Makham
Makham (în thailandeză มะขาม) este un district (Amphoe) din provincia Chanthaburi, Thailanda, cu o populație de 29.479 de locuitori și o suprafață de 480,1 km².

## Componență
Districtul este subdivizat în 6 subdistricte (tambon), care sunt subdivizate în 59 de sate (muban).
| Nr. | Nume      | În thailandeză | Sate | Locuitori |
| --- | --------- | -------------- | ---- | --------- |
| 1.  | Makham    | มะขาม          | 10   | 7,879     |
| 2.  | Tha Luang | ท่าหลวง         | 08   | 2,328     |
| 3.  | Patthawi  | ปัถวี            | 12   | 6,884     |
| 4.  | Wang Saem | วังแซ้ม          | 12   | 4,018     |
| 6.  | Chaman    | ฉมัน            | 09   | 4,021     |
| 8.  | Ang Khiri | อ่างคีรี          | 08   | 4,916     |

Numerele lipsă sunt subdistricte (tambon) care acum formează Khao Khitchakut district.